# Michael Gough (Eishockeyspieler)
Michael Gough (* 9. Juli 1982 in Nowra) ist ein ehemaliger australischer Eishockeyspieler, der den Großteil seiner Karriere bei den Brisbane Blue Tongues in der Australian Ice Hockey League verbrachte.

## Karriere
Michael Gough begann seine Karriere bei den Brisbane Blue Tongues, für die er 2005 in der Australian Ice Hockey League debütierte. In der folgenden Saison spielte er für die Dundee Stars in der Scottish National League. Mit den Stars erreichte er das Playoff-Finale, das jedoch gegen die Fife Flyers mit 2:4 und 4:6 verloren ging. Die Spielzeiten 2007 und 2008 verbrachte er dann wieder bei seinem Stammverein. Als dieser nach der Saison 2008 nach Gold Coast umzog und sich in Gold Coast Blue Tongues umbenannte beendete Gough seine Karriere.

### International
Für die australische Nationalmannschaft stand Gough ausschließlich bei der Weltmeisterschaft der Division II 2008 auf dem Eis, als den „Aussies“ durch den Sieg beim Heimturnier in Newcastle der erstmalige Aufstieg in die Division I gelang.

## Erfolge und Auszeichnungen
- 2008 Aufstieg in die Division I bei der Weltmeisterschaft der Division II, Gruppe B